# Prima Categoria (1911/1912)
Prima Categoria 1911/1912 (z wł. Pierwsza Kategoria) – 15. edycja najwyższej w hierarchii klasy mistrzostw Włoch w piłce nożnej, organizowanych przez FIGC, które odbyły się od 27 września 1911 do 28 kwietnia 1912. Mistrzem został Pro Vercelli, zdobywając swój czwarty tytuł.

## Organizacja
Liczba uczestników w głównym turnieju została powiększona z 9 do 10 drużyn. Do rozgrywek dołączył FC Casale. W 1910 roku mistrzostwa zaczęły rozszerzać swoje granice, gdy Federacja przyjęła wnioski o członkostwo trzech głównych drużyn z Wenecji oraz jednej z Bolonii. Ponieważ jednak istniały poważne problemy logistyczne i finansowe związane z długością wyjazdów, które powstałyby, a przede wszystkim organy federalne mające duże wątpliwości co do sportowej spójności czterech drużyn, systematycznie z dużą różnicą bramek pokonywanych w sparingach z formacjami Trójkąta Przemysłowego (Turyn-Medioaln-Genua) Federacja zdecydowała organizować dla nich rozgrywki w osobnej grupie, sekcji drugiej, której zwycięzca rzuciłby wyzwanie zwycięzcy głównego turnieju północno-zachodniego, zwanego sekcją pierwszą, w finale. Rozwiązanie to z pewnością nie pozwoliło na rozwój futbolu w Wenecji Euganejskiej i Emilii do tego stopnia, że turniej Campionato veneto-emiliano był całkowicie drugorzędny i boczny w stosunku do prawdziwych mistrzostw, które pozostały zarezerwowane dla klubów z turnieju głównego Torneo maggiore.

## Kluby startujące w sezonie
Sekcja 1
| Klub           | Miasto            | Region    |
| -------------- | ----------------- | --------- |
| Andrea Doria   | Genua             | Liguria   |
| Casale         | Casale Monferrato | Piemont   |
| Genoa          | Genua             | Liguria   |
| Internazionale | Mediolan          | Lombardia |
| Juventus       | Turyn             | Piemont   |
| Milan          | Mediolan          | Lombardia |
| Milanese       | Mediolan          | Lombardia |
| Piemonte       | Turyn             | Piemont   |
| Pro Vercelli   | Vercelli          | Piemont   |
| Torino         | Turyn             | Piemont   |

Sekcja 2
| Klub    | Miasto  | Region             |
| ------- | ------- | ------------------ |
| Bologna | Bolonia | Emilia-Romania     |
| Hellas  | Werona  | Wenecja Euganejska |
| Vicenza | Vicenza | Wenecja Euganejska |
| Venezia | Wenecja | Wenecja Euganejska |

## Preeliminacje
24 września
Casale – Racing Libertas Club 1:1
27 września
Racing Libertas Club – Casale 0:1

## Turniej główny (Piemont – Lombardia – Liguria)
| Lp. | Drużyna        | M  | Mecze | Mecze | Mecze | Bramki | Bramki | Bramki | Pkt |
| Lp. | Drużyna        | M  | W     | R     | P     | +      | −      | +/−    | Pkt |
| --- | -------------- | -- | ----- | ----- | ----- | ------ | ------ | ------ | --- |
| 1.  | Pro Vercelli   | 18 | 15    | 2     | 1     | 50     | 12     | +38    | 32  |
| 2.  | Milan          | 18 | 14    | 3     | 1     | 60     | 10     | +50    | 31  |
| 3.  | Genoa          | 18 | 10    | 4     | 4     | 35     | 21     | +14    | 24  |
| 4.  | Inter Mediolan | 18 | 10    | 1     | 7     | 42     | 22     | +20    | 21  |
| 4.  | Torino         | 18 | 10    | 1     | 7     | 31     | 31     | 0      | 21  |
| 6.  | Casale         | 18 | 6     | 3     | 9     | 19     | 26     | −7     | 15  |
| 6.  | Andrea Doria   | 18 | 7     | 1     | 10    | 24     | 37     | −13    | 15  |
| 8.  | Juventus       | 18 | 3     | 3     | 12    | 22     | 47     | −25    | 9   |
| 9.  | Milanese       | 18 | 3     | 2     | 13    | 18     | 52     | −34    | 8   |
| 10. | Piemonte       | 18 | 1     | 2     | 15    | 16     | 59     | −43    | 4   |

| Gospodarz \ Gość | ADO | CSL | GEN | INT | JUV | MIL | PIE | PVE | TOR | USM |
| Andrea Doria     |     | 2:1 | 1:2 | 0:2 | 1:0 | 0:4 | 8:0 | 0:2 | 3:1 | 4:2 |
| Casale           | 3:0 |     | 0:1 | 0:3 | 2:0 | 0:1 | 2:0 | 1:2 | 2:2 | 2:0 |
| Genoa            | 1:1 | 1:1 |     | 3:2 | 2:0 | 1:0 | 5:1 | 0:1 | 2:2 | 3:2 |
| Inter Mediolan   | 4:0 | 0:1 | 1:3 |     | 6:1 | 0:3 | 5:1 | 2:1 | 1:1 | 2:0 |
| Juventus         | 4:0 | 2:2 | 1:5 | 0:4 |     | 0:4 | 5:2 | 1:3 | 1:1 | 1:1 |
| Milan            | 4:0 | 6:0 | 1:0 | 2:1 | 8:1 |     | 1:1 | 2:2 | 3:1 | 6:0 |
| Piemonte         | 1:2 | 2:1 | 0:2 | 1:2 | 1:4 | 0:3 |     | 1:6 | 1:2 | 1:1 |
| Pro Vercelli     | 3:0 | 3:0 | 2:0 | 3:1 | 1:0 | 1:1 | 4:2 |     | 1:0 | 3:0 |
| Torino           | 2:0 | 1:0 | 2:2 | 2:1 | 2:1 | 1:6 | 3:0 | 1:5 |     | 6:2 |
| Milanese         | 1:2 | 0:1 | 3:2 | 0:5 | 2:0 | 1:5 | 3:1 | 0:7 | 0:1 |     |

Objaśnienia:
1Drużyna gospodarzy jest wymieniona po lewej stronie tabeli.
2Walkower.
Kolory: zielony – zwycięstwo gospodarzy, żółty – remis, różowy – zwycięstwo gości.

## Campionato emiliano-veneto (Wenecja – Emilia Romania)
| Lp. | Drużyna       | M | Mecze | Mecze | Mecze | Bramki | Bramki | Bramki | Pkt |
| Lp. | Drużyna       | M | W     | R     | P     | +      | −      | +/−    | Pkt |
| --- | ------------- | - | ----- | ----- | ----- | ------ | ------ | ------ | --- |
| 1.  | Venezia       | 6 | 3     | 1     | 2     | 8      | 12     | −4     | 7   |
| 2.  | Vicenza       | 6 | 3     | 0     | 3     | 10     | 7      | +3     | 6   |
| 3.  | Hellas Verona | 6 | 2     | 2     | 2     | 9      | 9      | 0      | 6   |
| 4.  | Bologna       | 6 | 2     | 1     | 3     | 10     | 9      | +1     | 5   |

| Gospodarz \ Gość | BOL | HEL | VEN | VIC |
| Bologna          |     | 2:2 | 3:0 | 3:2 |
| Hellas Verona    | 2:1 |     | 1:1 | 2:1 |
| Venezia          | 2:1 | 3:2 |     | 1:0 |
| Vicenza          | 1:0 | 1:0 | 5:1 |     |

Objaśnienia:
1Drużyna gospodarzy jest wymieniona po lewej stronie tabeli.
Kolory: zielony – zwycięstwo gospodarzy, żółty – remis, różowy – zwycięstwo gości.

## Finał
28 kwietnia
Venezia – Pro Vercelli 0:6
5 maja
Pro Vercelli – Venezia 7:0
Ostatni mecz Pro Vercelli rozegrał w składzie: Innocenti, Binaschi, Valle, Ara, Milano I, Leone, Milano II, Berardo, Ferraro, Rampini I, Corna.